# Смаровоз Володимир Володимирович
Володимир Володимирович Смаровоз (нар. 11 травня 1956, УРСР) — радянський та український футболіст та тренер, виступав на позиції захисника та півзахисника.

## Кар'єра гравця
Вихованець ДЮСШ «Металург» (Запоріжжя), перший тренер — Г. Наконечний. Дорослу футбольну кар'єру розпочав 1974 року в першій команді запорізького «Металурга». У 1978 році призваний на військову службу, направлений на службу в одеське СКА, в якому 1985 року й завершив футбольну кар'єру. Потім виступав в аматорських клубах, серед яких Первомаєць Першотравневе (1993/94), СКА-Лотто Одеса (1996/97) та Славія Дмитрівка (1997/98).

## Кар'єра тренера
По завершенні кар'єри гравця розпочав тренерську діяльність. У 1991 році приєднався до тренерського штабу одеського СКА. Спочатку допомагав тренувати команду, а в серпні 1992 року очолив колектив з Одеси, яким керував до кінця 1992 року. Потім перейшов на посаду помічника головного тренера, а з липня 1993 по липень 1994 року знову очолював СК «Одеса». У наступному сезоні 1994/95 років продовжував працювати в одеському клубі на посаді помічника головного тренера, після чого залишив СК «Одеса». У сезоні 1997/98 років тренував «СКА-Лотто» (Одеса).

## Досягнення

### Як тренера
«СКА-Лотто» (Одеса)
- Друга ліга України
  -  Срібний призер (1): 1998 (група «Б»)